# Лондонская международная ассоциация андеррайтинга
Лондонская международная ассоциация андеррайтинга (англ. The International Underwriting Association of London (IUA)) — объединение страховых и перестраховочных компаний, работающих в Лондоне. Оно включает в себя филиалы или дочерние компании практически всех крупнейших международных страховых и перестраховочных компаний Лондона .
Данная ассоциация была образована 31 декабря 1998 года в Лондоне путём объединения Ассоциации Лондонского международного страхового и перестраховочного рынка (англ. the London International Insurance and Reinsurance Market Association (LIRMA)) и Института Лондонских страховщиков (англ. the Institute of London Underwriters). Основной целью создания ассоциации является представление интересов участников лондонского страхового и перестраховочного рынка в отношениях с правительством и другими регуляторами лондонского страхового рынка. С учётом того, что Институт Лондонских страховщиков имеет более чем столетнюю историю, вновь созданная ассоциация имеет право претендовать на тот авторитет и опыт работы на страховом рынке, который имеют организации-учредители данной ассоциации.
Членами IUA являются все крупнейшие участники Лондонского страхового и перестраховочного рынка, которые собирают страховой премии не менее 10 млрд фунтов стерлингов в год .
Высшим органом управления Ассоциации является Совет ЛМАА, избираемый его членами.